# 曼努埃爾·帕爾多
曼努埃爾·胡斯托·帕爾多-拉瓦耶（西班牙語：Manuel Justo Pardo y Lavalle，1834年8月9日—1878年11月16日）是一位秘魯總統，1872年至1876年在位。他是秘魯史上第一位文職總統:119。